# Деминг, Марк
Марк Деминг (англ. Mark Deming; 1960, Джэксон, штат Мичиган, США) — музыкальный и кинокритик, журналист, в прошлом музыкант и актёр. Известный автор allmusic.com, с 1999 года занимал должность редактора этого портала.

## Биография
Марк Деминг родился в 1960 году в городе Джэксон, штат Мичиган.
Старший брат Стив ещё в детском возрасте привил ему склонность к поп-музыке, которую Марк Деминг последовательно развивал на протяжении всей учёбы.
В школе он печатал свои отзывы о музыке и фильмах в местной газете, поступив в университет штата Мичиган он стал редактором отдела развлечений ежедневной студенческой газеты The State News.
Параллельно он пробовал себя в кино, появившись в фильме 1978 года «Свадьба» режиссёра Роберта Олтмена.
Кинокарьера закончилась второй небольшой провальной ролью в комедии Gorp 1980 года.
Примерно в это же время он пробует себя в роли вокалиста малоизвестной группы Kokobutts, но успеха не добился.
По окончании университета он получил звание бакалавра искусств в области журналистики.
Марк Деминг неоднократно печатался в Capital Times (Лансинг), Detroit Metro Times, Chicago New City, American Garage, and Resonance.
Начиная с 1990-х появляется в группе Clutters, которая также не снискала музыкальной популярности.
С 1999 года он поступает на должность редактора и собственного корреспондента в All Media Guide.
Кроме большого объёма материалов на All Media Guide, его статьи опубликованы на ITunes и Rotten Tomatoes.